# Protobothrops himalayanus
Espèce
Protobothrops himalayanus est une espèce de serpents de la famille des Viperidae. 

## Répartition
Cette espèce se rencontre dans le sud du Tibet en République populaire de Chine, au Sikkim en Inde et au Bhoutan.

## Étymologie
Son nom d'espèce lui a été donné en référence au lieu de sa découverte.

## Publication originale
- Pan, Chettri, Yang, Jiang, Wang, Zhang & Vogel, 2013 : A New Species of the Genus Protobothrops (Squamata: Viperidae) from Southern Tibet, China and Sikkim, India. Asian Herpetological Research, vol. 4, no 2, p. 109–115 (texte intégral).